# 海因茨·罗格纳
海因茨·罗格纳（德語：Heinz Rögner，1929年1月16日 – 2001年12月10日），德国指挥家。他出生于莱比锡。
罗格纳曾是胡戈·施托伊雷尔（钢琴）、埃贡·伯尔舍（指挥）和奥托·古奇利希特（Otto Gutschlicht，中提琴）的学生。1947年至1951年，他曾在魏瑪德國國家劇院和國立樂團担任指挥的声乐指导和乐长（Kapellmeister）。1954年，他成为萊比錫孟德爾頌音樂戲劇學院的指挥和歌剧讲师。他还曾在柏林汉斯·艾斯勒音乐学院担任教授。
1958年至1962年，罗格纳担任莱比锡广播交响乐团的首席指挥，1973年至1993年，他担任柏林廣播交響樂團的首席指挥。1984年，他成为讀賣日本交響樂團的首席指挥，1990年担任常任客座指挥。

## 錄音推薦
- Zoff, Jutta.  (CD). Deutsche Schallplatten. 32TC-38.